# Nogometno prvenstvo Korčule i Pelješca 1973./74.
Nogometno prvenstvo Korčule i Pelješca je bila liga petog ranga natjecanja nogometnog prvenstva Jugoslavije u sezoni 1973./74. 
 
Sudjelovalo je 7 klubova, a prvak je bio "Hajduk" iz Vela Luke. 

## Ljestvica
| mj. | klub               | ut. | pob. | ner. | por. | gol+ | gol- | bod |
| --- | ------------------ | --- | ---- | ---- | ---- | ---- | ---- | --- |
| 1.  | Hajduk Vela Luka   | 12  | 9    | 2    | 1    | 45   | 18   | 20  |
| 2.  | Rat Kuna Pelješka  | 12  | 8    | 1    | 3    | 26   | 17   | 17  |
| 3.  | Faraon Trpanj      | 12  | 7    | 1    | 4    | 29   | 16   | 15  |
| 4.  | Radnički Oskorušno | 12  | 3    | 4    | 5    | 12   | 27   | 10  |
| 5.  | Jadran Smokvica    | 12  | 4    | 1    | 7    | 24   | 24   | 9   |
| 6.  | OŠK Čara           | 12  | 3    | 1    | 8    | 15   | 27   | 7   |
| 7.  | Korčula            | 12  | 1    | 4    | 7    | 15   | 38   | 4   |

## Rezultatska križaljka
| kratica | klub               | FAR | HAJ | JAD | KOR | OŠKČ | RAD | RAT |
| --- | ------------------ | --- | --- | --- | --- | ---- | --- | --- |
| FAR | Faraon Trpanj      |     |     | 2:0 | 6:1 |      |     |     |
| HAJ | Hajduk Vela Luka   | 2:1 |     |     |     |      | 5:0 | 5:0 |
| JAD | Jadran Smokvica    | 2:2 |     |     | 5:2 | 0:1  | 4:1 |     |
| KOR | Korčula            |     | 2:4 |     |     | 2:2  | 0:0 | 2:0 |
| OŠKČ | OŠK Čara           | 0:2 | 2:4 |     | 2:1 |      |     |     |
| RAD | Radnički Oskorušno |     | 2:3 |     |     | 2:0  |     | 0:2 |
| RAT | Rat Kuna Pelješka  | 1:0 |     | 2:2 |     | 3:1  |     |     |
| |                    |     |     |     |     |      |     |     |
| podebljan rezultat - utakmice od 1. do 7. kola (1. utakmica između klubova) rezultat normalne debljine - utakmice od 8. do 14. kola (2. utakmica između klubova) rezultat nakošen - nije vidljiv redoslijed odigravanja međusobnih utakmica iz dostupnih izvora rezultat nakošen i smanjen * - iz dostupnih izvora nije uočljiv domaćin susreta prekrižen rezultat - poništena ili brisana utakmica p - utakmica prekinuta 3:0 p.f. / 0:3 p.f. - rezultat 3:0 bez borbe |                    |     |     |     |     |      |     |     |

Izvori: 

## Kvalifikacije za Jedinstvenu Dalmatinsku ligu
| Hajduk Vela Luka |  | - |  | Mladost Dubravka |  |  |

"Hajduk" se plasirao u Dalmatinsku ligu